# Korphe
Korphe ist ein kleines ländliches Dorf in der zu Gilgit-Baltistan gehörenden Baltistan-Division im Norden von Pakistan, das sich im Karakorum, das an den Ufern des Flusses Braldu im Skardu-Distrikt befindet. Das Dorf liegt zwischen dem Dorf Askole und dem K2, dem zweithöchsten Berg der Erde.
Das Dorf ist insofern von allgemeinen Interesse, als es eine Dorfschule hat, die von den Central Asia Institute (CAI) errichtet wurde. Die CAI fördert in entlegenen Gegenden von Pakistan und Afghanistan die Gründung und den Bau von Schulen, wenn die Dorfgemeinschaft zusichert, dass mindestens zehn Prozent aller Dorfmädchen zur Schule gehen. Des Weiteren wurde eine spektakuläre Hängebrücke über den Baldru-Fluss gebaut, um weiteren Schülern umgebender Dörfer einschließlich Afghanistans einen Zugang zum Schulunterricht im Dorf zu ermöglichen. Die Schule in Korphe war die erste der 131 Schulen, die die gemeinnützige Organisation CAI seit in Pakistan 1996 aufbaute.
Der Ort und die dort lebenden Menschen spielen eine Rolle in dem Buch Three Cups of Tea des Bergsteigers Greg Mortenson und Mitgründer der CAI, der zuvor den K2 erstieg, weil er den Tod seiner Schwester vergessen wollte. Am K2 wurde er schwer krank und zwei Träger brachten ihn in ihr Haus nach Korphe, wo er die Not der Bevölkerung und eine Schulklasse mit zahlreichen Kindern ohne Lehrer und Schulhaus sah, da das Dorf den einen Dollar je Tag für einen Lehrer und für den Schulbau nicht aufbringen konnte.